# Ornithoica philippinensis
Ornithoica philippinensis är en tvåvingeart som beskrevs av Ferris 1927. Ornithoica philippinensis ingår i släktet Ornithoica och familjen lusflugor. Inga underarter finns listade i Catalogue of Life.